# Самбатукса

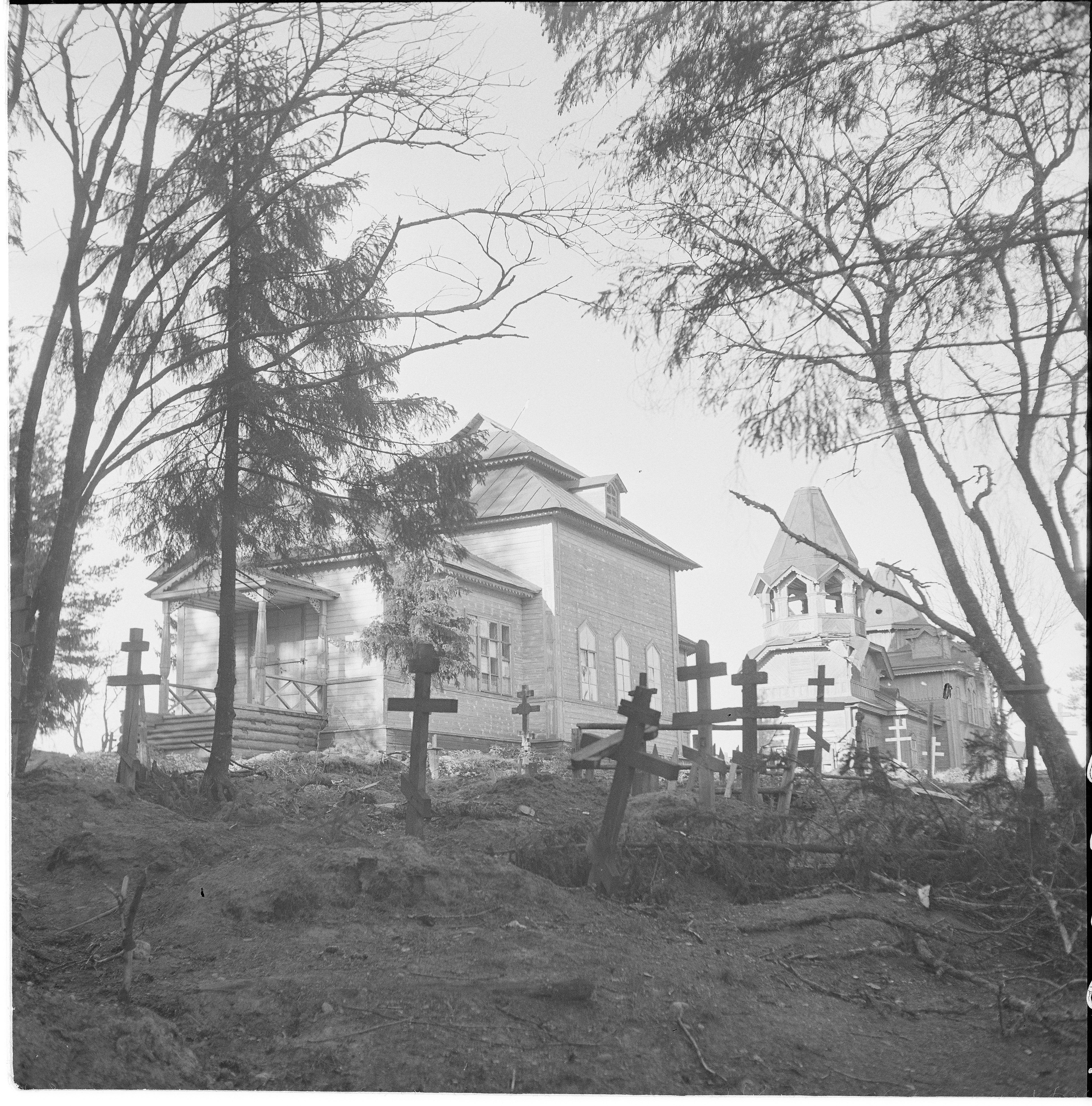
Две церкви на кладбище в Самбатуксе (1942 г.)

Са́мбатукса (карел. Sammatus) — деревня в составе Мегрегского сельского поселения Олонецкого национального района Республики Карелия.

## Общие сведения
Расположена в 4 километрах от автотрассы «Кола».

## История
26 июля 1939 года постановлением Карельского ЦИК в деревне была закрыта церковь.
Район Самбатуксы являлся наиболее мощным оборонительным узлом на созданной финскими оккупационными войсками Олонецкой оборонительной линии в годы Советско-финской войны (1941—1944).
В 1957 году была укрупнена, путём присоединения деревень Бережная (карел. Randuhieru), Гора (карел. Mäinhieru), Пустоши (карел. Puustanhieru) и Пипилица (карел. Piippilu).
В деревне сохраняются памятники истории:
- Братская могила советских воинов Карельского фронта, погибших в июне 1944 года при штурме оборонительного узла финской обороны.
- Памятное место, где 25 июня 1944 года войска 7 армии Карельского фронта прорвали узел финской обороны

На месте братской могилы установлен танк Т-34.

## Население
Численность населения в 1905 году составляла 244 человека.
| 2002 | 2009 | 2010 | 2013 |
| ---- | ---- | ---- | ---- |
| 35   | ↘21  | ↗29  | ↘26  |